# Dragon 2

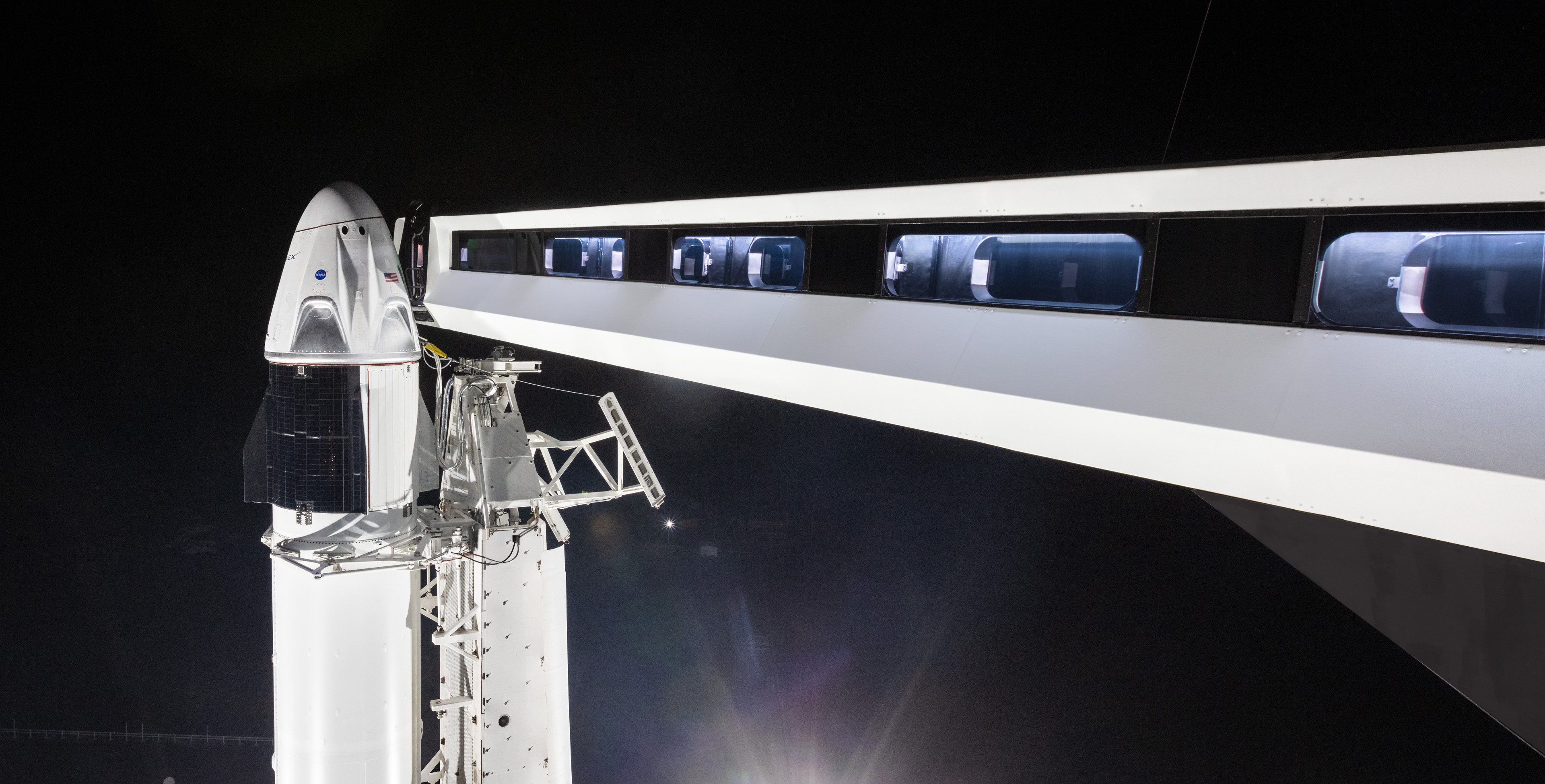
Een Crew Dragon op een Falcon 9 op Lanceercomplex-39A met de toegangsarm aangesloten tijdens de matingtest voorafgaand aan de eerste testvlucht.

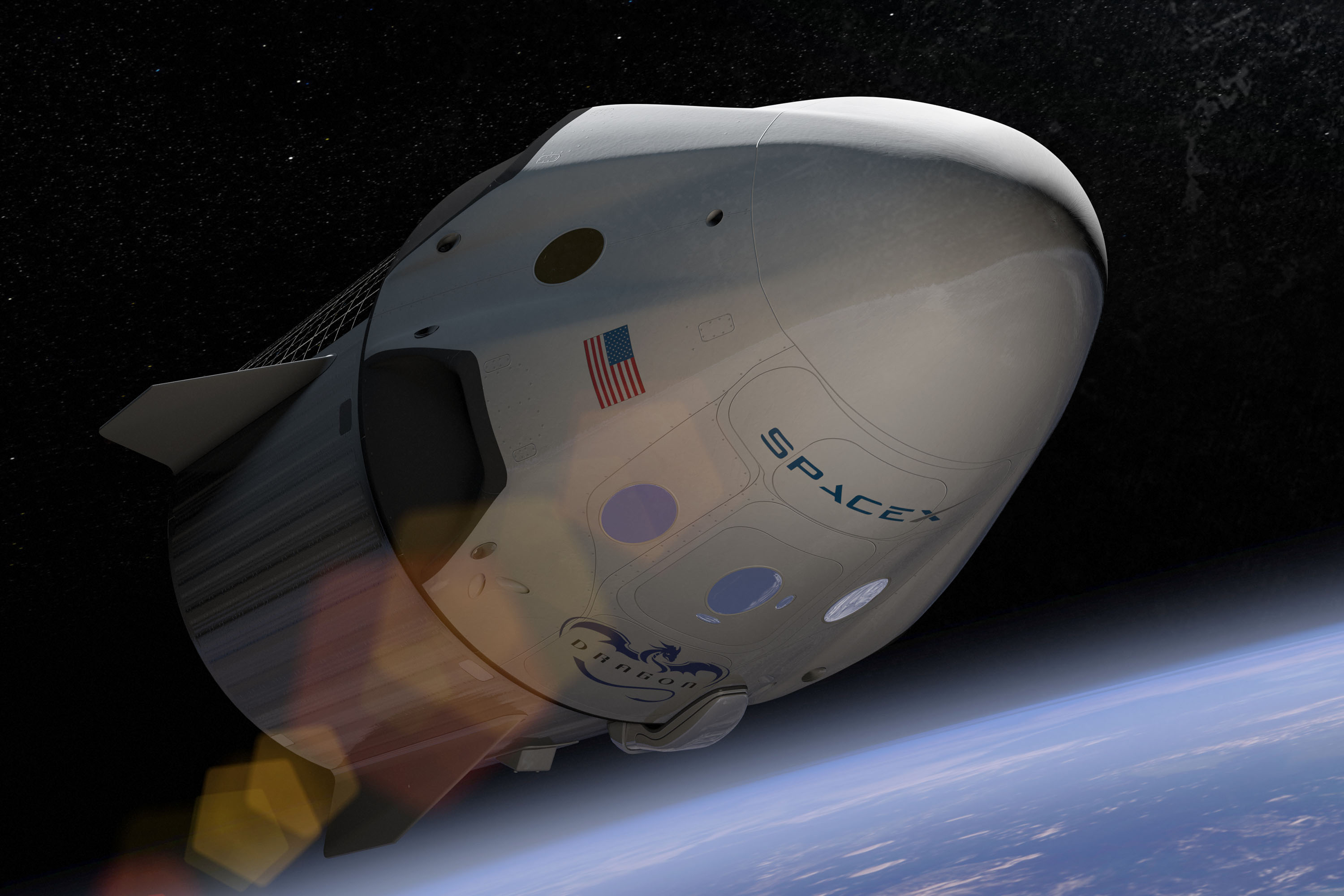
Artistieke weergave van een Dragon 2 in de ruimte.

De Dragon 2, met de versies Crew Dragon en Cargo Dragon en eerder bekend als Dragon Rider of Dragon V2, is de tweede generatie Dragon-ruimtevaartuigen van het Californische ruimtevaartbedrijf SpaceX. De Crew-uitvoering brengt samen met de nog op te leveren Boeing Starliner namens NASA bemanningen naar het ISS onder het Commercial Crew-programma. De Crew Dragon wordt ook voor commerciële klanten ingezet en kan maximaal vier ruimtevaarders vervoeren. De Dragon 2 is een doorontwikkeling van de Dragon 1 waarmee SpaceX van 2012 tot en met 2020 vracht naar het ISS bracht.
Naast een bemande uitvoering heeft SpaceX ook een uitgekleed Dragon 2-ontwerp voor onbemande bevoorradingsmissies van NASA's CRS 2-programma, dat in 2019 van start ging.
De eerste onbemande testvlucht van de Crew Dragon, SpX-DM1, werd op 2 maart 2019 gelanceerd. De bemande testvlucht, SpX-DM2, werd op 30 mei 2020 gelanceerd en duurde tot 2 augustus. Het was de eerste orbitale bemande ruimtevlucht met een commercieel ruimtevaartuig ooit. De landing was de eerste geplande landing van een ruimtevaartuig op het water sinds 1975.
Reguliere bemande vluchten begonnen in november 2020 en de eerste Cargo Dragon werd een maand later gelanceerd.

## Ontwerp
De Dragon 2 gebruikt een drukcabine die grotendeels overeenkomt met die van de Dragon 1 en kan tot zeven ruimtevaarders herbergen. Qua formaat komt de Dragon 2 ook overeen met de Dragon 1 en ook is het parachutesysteem daarop gebaseerd, maar dit telt vier in plaats van drie landingsparachutes. De Dragon 2 heeft twee typen raketmotoren. Net als bij de Dragon 1 worden achttien kleine hypergolische Draco-motoren gebruikt om in de ruimte te kunnen manoeuvreren.

### SuperDraco's

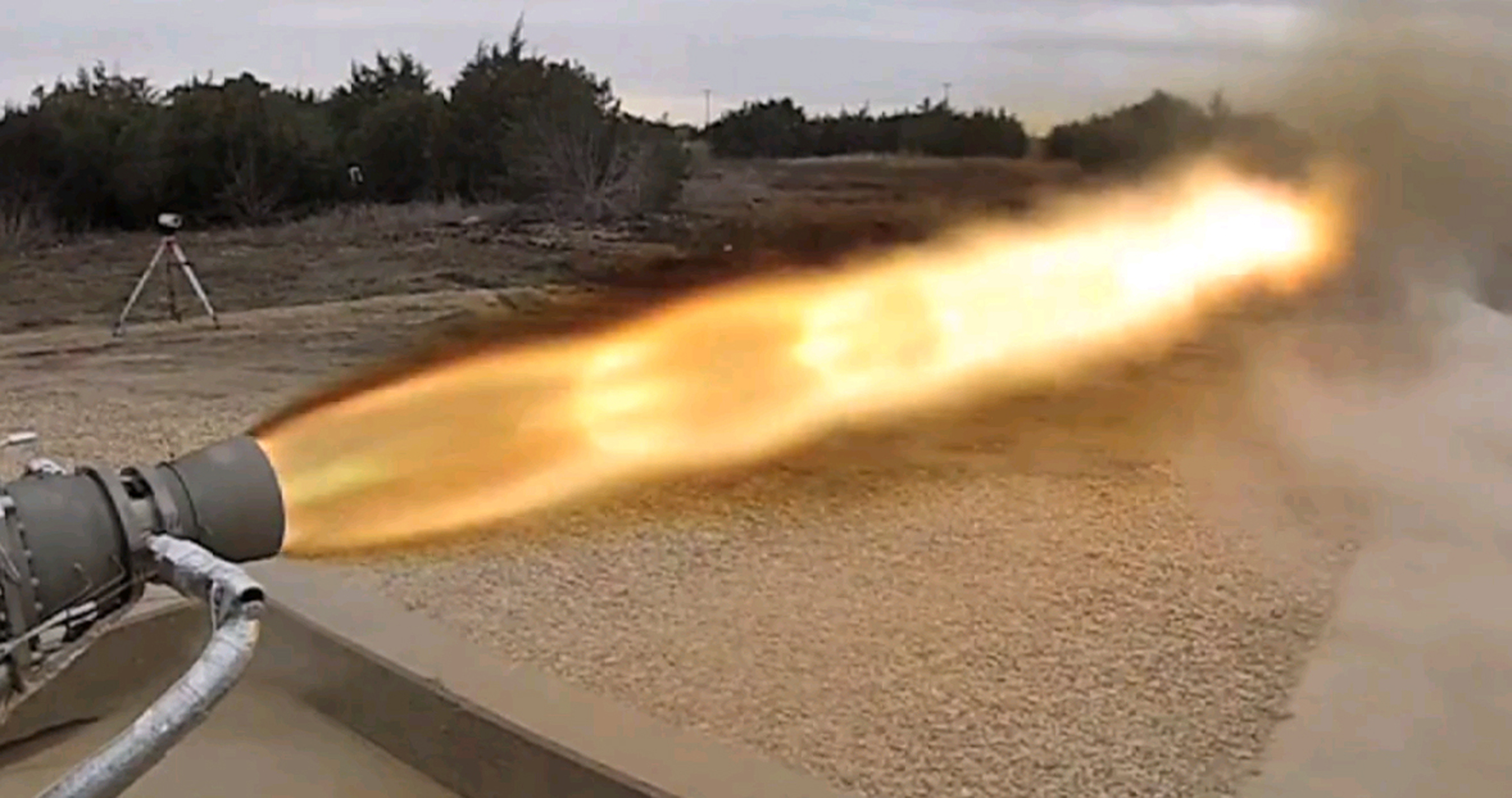
Statische test van een SuperDraco

De Dragon 2-crew heeft anders dan de Dragon 1 een achttal raketmotoren van het type SuperDraco aan de zijkanten die als "Launch Escape System" en/of als landingsmotoren kunnen worden gebruikt. Ook deze motoren maken gebruik van een hypergolische reactie. Dit houdt in dat als de chemische brandstoffen samen komen er een spontane ontbranding plaatsvindt en er dus geen ontsteker nodig is. SuperDraco's zijn meer dan honderdmaal zo krachtig als de originele Draco's. SuperDraco's zijn de eerste volledig 3D-geprinte raketmotoren. 
De SuperDraco's zitten geïntegreerd in een dik metalen omhulsel dat is meegeprint met de motor. Dat omhulsel beschermt bij een explosie de drukcabine. De SuperDraco's kunnen ook worden gebruikt om de Dragon in de juiste baan om de Aarde te krijgen wanneer de draagraket door een defect net niet genoeg snelheid heeft geleverd.

### Hitteschild
Het hitteschild is een 3e generatie-PICA-hitteschild van SpaceX en is geschikt om de temperaturen die gepaard gaan met terugkeersnelheden van Mars aan te kunnen. Dit hitteschild bladdert minder af tijdens re-entry dan dat van de Dragon 1 en is daardoor veel beter geschikt voor hergebruik.

### Aanmeren
De Crew Dragon zal in tegenstelling tot de Dragon 1, die met behulp de Canada-robotarm van het ISS wordt aangemeerd, een volautomatisch aanmeersysteem voor het ISS hebben waarmee het aan een van de International Docking Adapters (IDA 2 of IDA 3) kan aankoppelen. Tijdens het rendez-vous draagt de bemanning hun ruimtepakken.
Tijdens het aanvliegen zijn er drie controlepunten waar de Dragon doorheen vliegt. Waypoint 0 ligt op 400 meter afstand van de koppelpoort. Waypoint 1 ligt op 220 meter afstand en Waypoint 2 ligt op 20 meter. Bij Waypoint 1 en 2 wordt enkele minuten stil gehouden en eventueel nog een correctie in de positionering aangebracht om te zorgen dat de Dragon recht voor de poort hangt.
De koppeling kent drie fasen. Allereerst is er het eerste contact. Dat wordt gevolgd door "soft capture" waarbij de Dragon wordt vastgeklemd. Daarna worden er twaalf pinnen vanuit de IDA-poort in gaten van de Dragon poort gestoken die zich mechanisch vastklemmen. Dit proces neemt enkele minuten in beslag. Wanneer de twaalf pinnen vast zitten worden ze aangetrokken waardoor de Dragon strak tegen de sluitring van de IDA-poort wordt getrokken en een luchtdichte sluiting maakt. Hierna worden de luchtdruk en de luchttemperatuur in de Dragon, het ISS en de ruimtes tussen de in totaal drie luiken gelijk gemaakt en ook enkele kabels aangesloten alvorens de luiken mogen worden geopend.
Na de opening van de luiken worden de systemen van de Crew Dragon uitgezet. Net als bij andere aangemeerde ruimteschepen wordt er een dikke luchtslang vanuit het ISS naar binnen gelegd die de luchtcirculatie in de Dragon overneemt. Na deze stappen mag de bemanning die ondertussen hun ruimtepakken heeft uitgetrokken het ISS binnen gaan.
Wanneer er voor een vlucht geen aankoppeling is gepland, bijvoorbeeld voor toeristische ruimtevluchten, dan kan er een glazen observatiekoepel op de plaats van de koppelpoort worden gemonteerd.

### Service Module
Het achterste compartiment van de Dragon 1 (meestal aangegeven met "trunk" oftewel achterbak) is aangepast. Het heeft ook vier staartvinnen zodat de Dragon bij een launch abort, waarbij de Dragon wegvliegt van de draagraket, niet gaat tuimelen.
Daarnaast is de ene zijde met vaste zonnecellen uitgerust die de Dragon van elektriciteit voorzien in plaats van de uitklapbare zonnepanelen van de Dragon 1. Deze zijde wordt eenmaal in de ruimte aangekomen zoveel mogelijk naar de zon gericht.
Aan de andere zijde zit een radiator waarmee de Dragon gekoeld kan worden.
De servicemodule kan net als bij de Dragon 1 als achterbak voor vracht die niet onder atmosferische druk hoeft te staan worden gebruikt. Het is geen volwaardige servicemodule. SpaceX heeft de motoren en brandstoftanks en zuurstofvoorraad namelijk in de Dragon zelf verwerkt zodat deze herbruikbaar zijn. De achterbak wordt vlak voor de terugkeerstoot afgestoten zodat het hitteschild van de Dragon 2 bloot komt te liggen. Na afstoting blijft de achterbak nog enkele weken rond de Aarde cirkelen tot deze zoveel snelheid heeft verloren dat die terugvalt in de atmosfeer en opbrandt.

### Landing

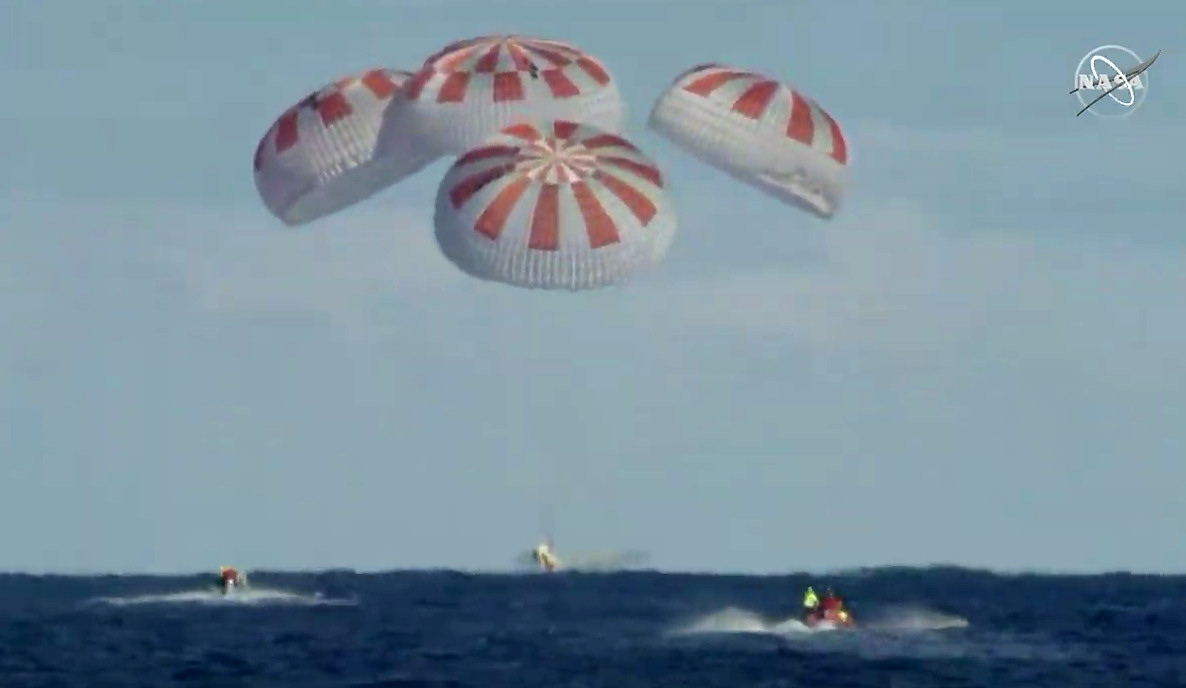
Zeelanding van vlucht DM1

Crew Dragons maken voor de landing gebruik van parachutes. Het hitteschild doet het eerste afremwerk tijdens de terugkeer in de atmosfeer, twee kleine parachutes doen de volgende fase van afremmen en op enkele kilometers hoogte ontvouwen zich de vier landingsparachutes die de Dragon met een veilige snelheid in zee laten landen. Deze beproefde manier van landen is vrijwel identiek aan die van de Apollo CM, Orion en de Dragon 1 maar met een extra parachute die in de testfase werd toegevoegd. 

#### Geannuleerde propulsieve landing
In een later stadium wilde SpaceX voor de landing overstappen op het landen op land. Dan zou niet meer met parachutes geremd worden, maar met behulp van de SuperDraco's. Vlak voor de landing zouden dan vier kleine pootjes uit het hitteschild schuiven waarop de Dragon 2 zal landen. De voordelen van landen op land tegenover landen op zee is dat de Dragon niet door zout water wordt aangetast, en maar een kleine opknapbeurt nodig heeft om nogmaals te kunnen vliegen. Bovendien is de repatriëring van zee veel duurder. Bij vrachtversies van de Dragon 2 kunnen onderzoeksresultaten veel sneller naar laboratoria op Aarde om uitgelezen te worden.
Tijdens de landing test de computer op een veilige hoogte of alle SuperDraco's naar behoren werken. Mocht dit niet zo zijn dan wordt alsnog met behulp van parachutes geland. De Dragon 2 is ook wanneer na die test twee van de acht SuperDraco's zouden uitvallen, in staat om veilig op de motoren te landen. Tijdens een interview op de ISS R&D-conferentie gaf Elon Musk op 19 juli 2017 echter aan dat de Crew Dragons voorlopig niet met landingspoten uitgerust zouden zijn. Deze voldeden vooralsnog niet aan de kwalificatie-eisen en hij vond het niet nodig koste wat kost dit ontwerp door te zetten. Hij had het landingsgestel voornamelijk ontworpen voor Marslandingen maar was tot de conclusie gekomen dat propulsieve Marslandingen beter niet met landingsmotoren van opzij en poten eronder maar op een andere manier moesten plaatsvinden. Een Dragon zonder poten zou technisch nog steeds een propulsieve landing kunnen uitvoeren op zacht terrein, maar dit was men niet van plan.

#### Propulsieve noodlanding
Op 27 september 2024 maakte NASA bekend dat SpaceX als noodprotocol de propulsieve landing mag gebruiken om een Crew Dragon in zee te laten landen wanneer alle vier landingsparachutes zouden falen. SpaceX had het protocol al eerder tijdens een of meer vluchten geïnstalleerd, maar niet voor Commercial Crew-vluchten.

#### Parachutetests
In april 2019 verliep een parachutetest met drie parachutes en een massasimulator niet volgens plan. De test was bedoeld om na te gaan wat er gebeurt als een van de vier parachutes niet opent. NASA gaf aan dat SpaceX daarom zou overstappen op een robuuster type parachutes. Daaruit viel op te maken dat een van de parachutes tijdens de test scheurde. Tijdens een persmeeting met NASA’s directeur Jim Bridenstine op 10 oktober 2019 gaven Musk en Bridenstine aan dat de ontwikkeling van de parachutes het ingewikkeldste ontwerpprobleem van de Crew Dragon is. Overigens was dat ook tijdens de ontwerpfase van het Apollo-programma het meest tijdrovende onderdeel. De nieuwe MK-3-parachutes worden niet van nylon maar van het veel sterkere maar iets zwaardere zylon gemaakt. Op 3 november 2019 had SpaceX reeds 13 succesvolle droptests met de MK-3-parachutes voltooid waaronder een "one out"-test. De vier hoofdparachutes zijn ieder met een ander oranje/wit circulair blokkenpatroon uitgevoerd zodat ze op beeldmateriaal te herkennen zijn mochten er zich problemen voordoen.
Eind maart 2020 verloor SpaceX een droptest-testexemplaar toen de helikopterpiloot wegens een sterk schudden van de helikopter de test-Dragon te vroeg en te laag los moest laten terwijl het parachutesysteem nog niet paraat was gezet waardoor deze ongeremd neerstortte. Dat leverde overigens nauwelijks vertraging op.

#### Landingszones
Landingen van Dragon 2-capsules gebeurden bij voorkeur in de Atlantische Oceaan voor de oostkust van Florida waar een aantal landingszones was vastgesteld. Als back-up was er de mogelijkheid in de Golf van Mexico waar ook een aantal landingszones was vastgesteld. Nadat een deel van een achterbak van een Dragon 2 door het dak van een woonhuis in Florida was gevallen besloot SpaceX na vlucht Crew-9 in 2025 de landingen naar de Stille Oceaan bij Californië te verplaatsen. Eerder landden Dragon 1-capsules ook in de Stille Oceaan.

### Launch Abort System
Bij problemen met de draagraket moet een bemanningscapsule zo snel mogelijk bij de al dan niet exploderende raket weg kunnen vliegen. Anders dan bij de meeste andere ruimtecapsules zit het LAS niet als een Launch Escape Tower boven op de capsule, maar worden de SuperDraco's hiervoor gebruikt. De Crew Dragon moet zowel vanaf een stilstaande raket als vanaf een vliegende raket tijdens Max q kunnen wegvliegen en op veilige afstand van de draagraket komen.
Bij een "launch abort" koppelt de Crew Dragon inclusief servicemodule zich af van de draagraket en branden de SuperDraco's zo'n vijf seconden met maximale kracht. In die tijd geraakt de Crew Dragon ver genoeg van de draagraket om niet mee te exploderen. Daarna vliegt de Dragon met behulp van de reeds behaalde snelheid in een boog weg. Op het hoogste punt wordt de servicemodule, die als contragewicht diende, afgekoppeld en afhankelijk van hoe hoog de Dragon is gaan eerst de drogue-chutes uit en daarna de hoofdparachutes. Landen met behulp van SuperDraco's gaat dan niet meer, aangezien alle brandstof voor de escape is gebruikt. De functie van vier vinnen aan de servicemodule is een eventuele ontsnappingsvlucht te stabiliseren. Het gewicht van de servicemodule wordt om diezelfde reden gebruikt, zodat het zwaartepunt achter de SuperDraco's ligt en de Dragon 2 niet als een ongeleid projectiel gaat tollen of slingeren.

### Interieur

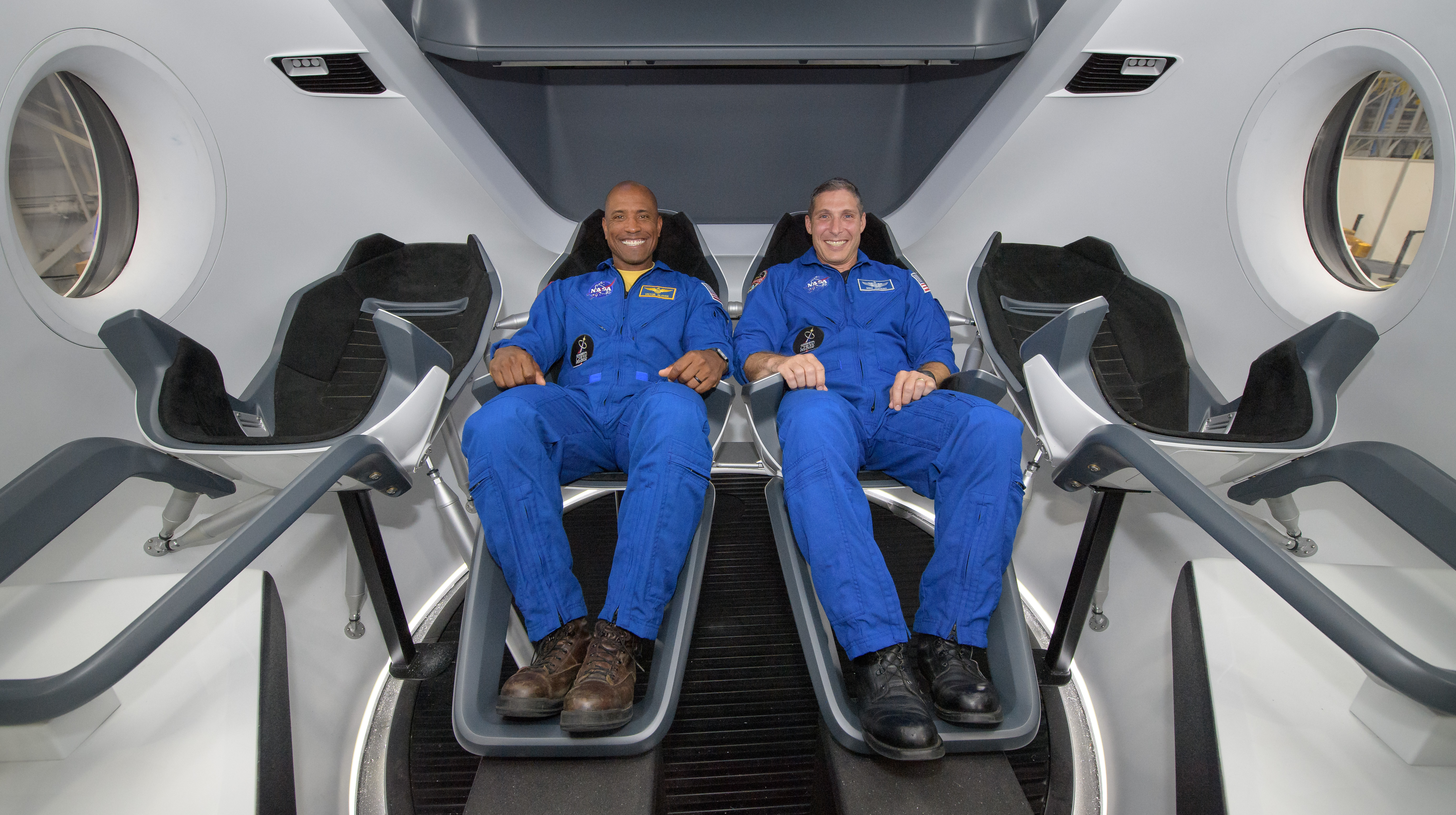
Interieur van de Crew Dragon-oefenmodule is visueel vrijwel gelijk aan het daadwerkelijke interieur. Wanneer de stoelen omhoog kantelen zitten de gezagvoerder en de copiloot voor het bedieningspaneel. De achterramen die hier zichtbaar zijn, zijn in het eindontwerp komen te vervallen

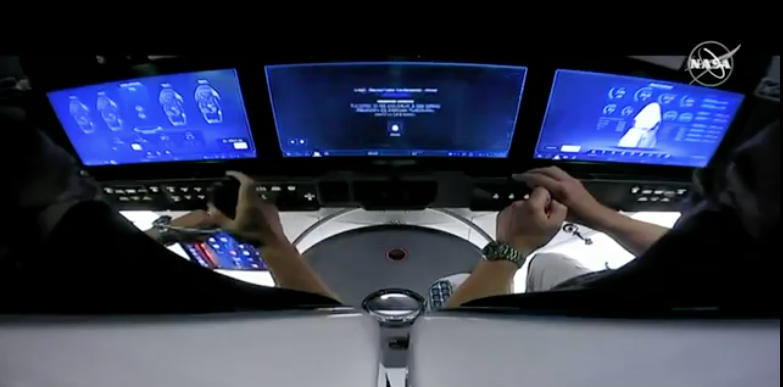
Het bedieningspaneel van Crew Dragon Endeavour

Het interieur van de Crew Dragon bevat vier stoelen. In het ontwerp van 2014 konden er maximaal zeven stoelen in. Drie beneden en vier daarboven, waarbij een aantal stoelen door vracht-rekken kon worden vervangen. Maar door aanpassingen in het ontwerp waarbij de stoelen in plaats van het bedieningspaneel in hoogte en hoek verstelbaar werden, is dit niet meer mogelijk.
Boven de stoelen van de gezagvoerder en de copiloot hangen touchscreens en een bedieningspaneel met knoppen en een joystick waarmee de Dragon kan worden bediend. De stoelen van de gezagvoerder en copiloot zijn omhoog te klappen richting het bedieningspaneel waardoor ze erbij kunnen. Bij het ontwerp uit 2014 was dit nog andersom en kon het bedieningspaneel naar beneden geklapt worden. Dat was echter te kwetsbaar. Daarbij wilde NASA de hoek van de stoelen anders, zodat het effect van g-krachten op de lichamen verminderd zou worden. Met name wanneer een lancering wordt afgebroken en het Launch Escape System wordt geactiveerd lopen die op.
Het interieur ziet er meer futuristisch uit dan de veelal analoge meters, knoppen, beeldbuizen en lampjes die in de Spaceshuttle en de Sojoez te vinden waren/zijn. De stoelen zijn bovendien ontworpen voor een zeker comfort.
Op de vloer van de Crew Dragon kunnen vrachtpakketten worden bevestigd. Boven in de Crew Dragon zit een ruimtetoilet. Hoe dat eruitziet en hoe dat precies werkt heeft SpaceX om onduidelijke redenen anno juni 2020 nog niet bekendgemaakt.

### Ruimtepakken

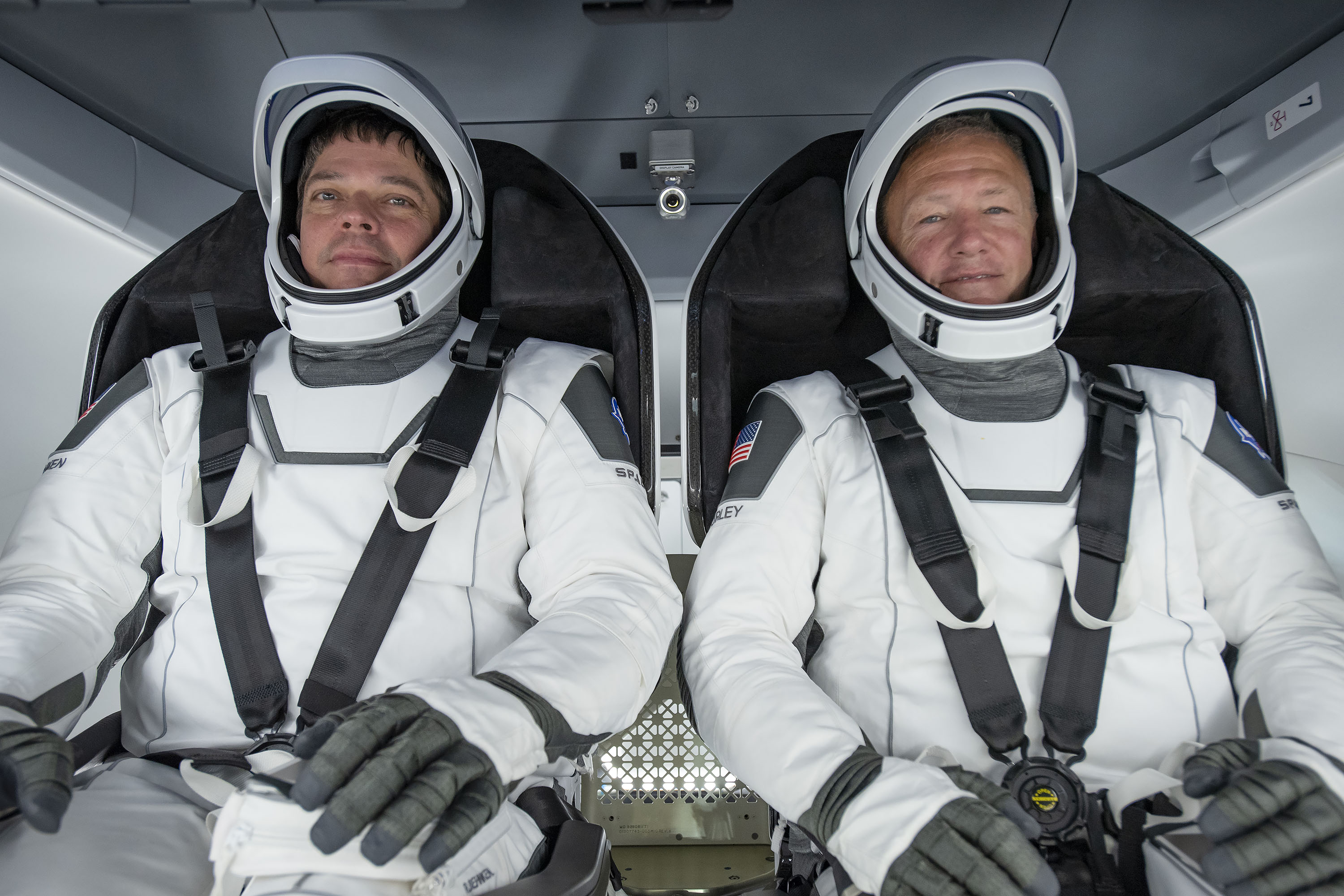
De bemanning van DM2 in hun ruimtepakken tijdens een oefening

SpaceX heeft eigen intravehiculaire ruimtepakken laten ontwerpen die geheel in stijl van SpaceX-directeur Musk "er cool moeten uitzien". Hiervoor werd de hulp ingeroepen van filmkledingontwerper José Fernandez.
Op 23 augustus 2017 plaatste Elon Musk een foto met enkele details van een volledig werkend ruimtepak op Instagram. Dit pak was reeds getest met tweemaal de druk van een ruimtepak in het vacuüm. In tegenstelling tot de logge ruimtepakken van eerdere bemande ruimtevaartprogramma's zijn dit ruimtepakken die nauwer om het lichaam sluiten en comfortabel zouden zitten. De stijl van de pakken komt overeen met het eveneens "flitsende" interieur van de Crew Dragon. In de praktijk werden de pakken overigens iets wijder dan het tijdens de presentatie getoonde model.
De pakken werden voor DM2 gecertificeerd en zijn dus getest in een vacuümtestlaboratorium. Musk schreef bij zijn Instagram-post als commentaar dat het ontwerpen van een puur functioneel of een puur esthetisch aantrekkelijk ruimtepak niet zo moeilijk is. De balans tussen beide was echter wel "ongelofelijk moeilijk".
Een handigheid aan het pak is dat de handschoenen half-afritsbaar zijn en in de mouwen te verstoppen. Daardoor zweven ze niet weg en zitten ze niet in de weg. De helm vormt een geheel met het pak en is niet apart af te zetten. Daardoor is er ook geen logge koppelring nodig zoals bij eerdere NASA-ruimtepakken het geval was wat het pak comfortabeler maakt.

### Draagraket en grondsystemen

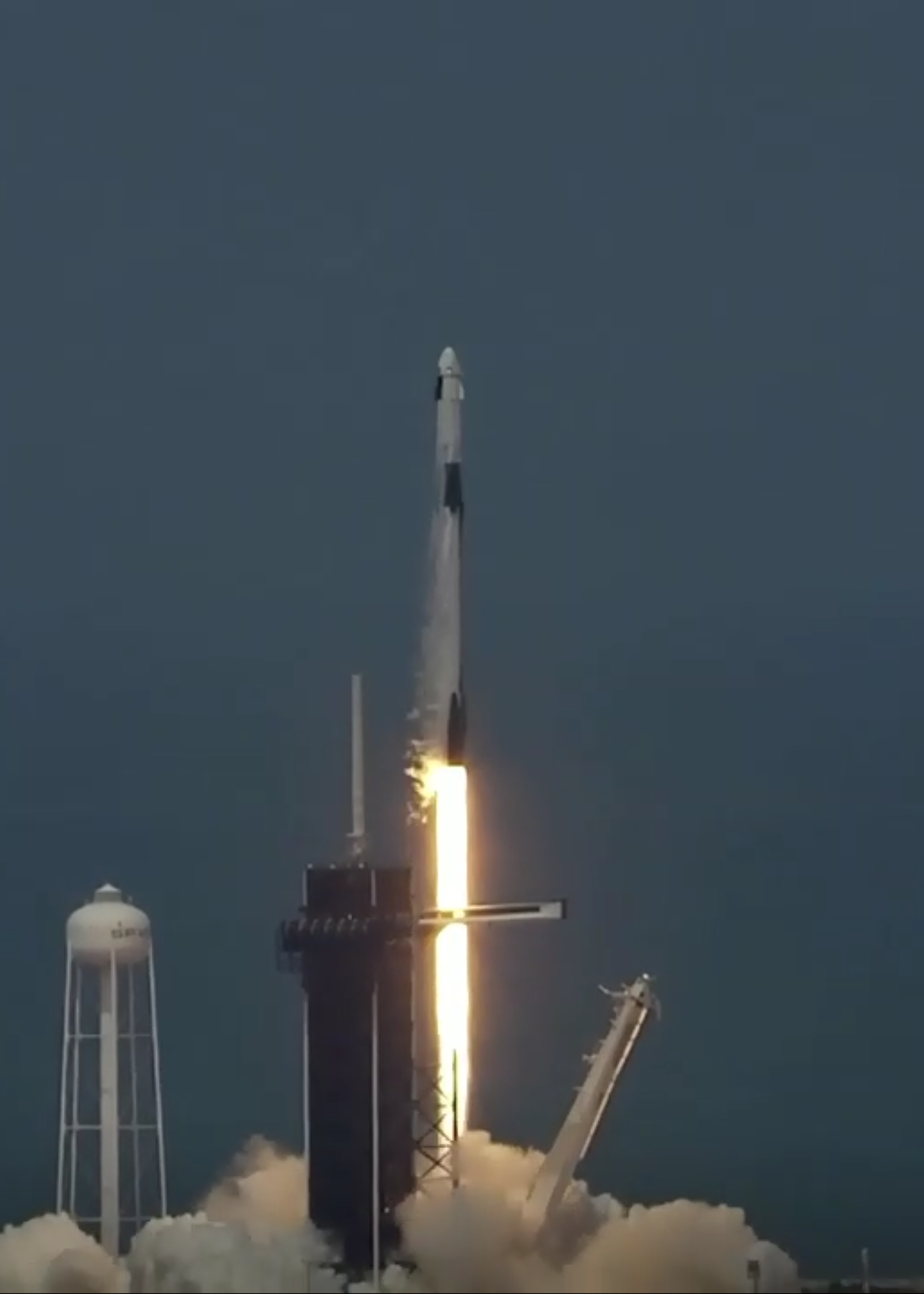
lancering van de Dragon 2 op 30 mei 2020

In de meeste gevallen zal SpaceX' eigen Falcon 9 voor lancering van de Dragon 2 gebruikt worden. Het gaat hier om de Falcon 9 Block-5. Deze human rated Falcon 9's zullen op een aantal punten zijn aangepast voor extra veiligheid. NASA vereist dat er minstens zeven onbemande vluchten met deze Block-5-uitvoering zijn uitgevoerd alvorens er een bemande Crew Dragon mee gelanceerd wordt.
De Falcon 9 Block-5 maakte in mei 2018 zijn eerste vlucht. De eerste Block-5-vluchten telden echter nog niet mee voor het “human rating” van de Falcon 9 omdat deze nog met het oude model heliumtank waren uitgerust. In het najaar van 2018 werd de eerste vlucht met de verbeterde heliumtanks uitgevoerd.
Anders dan bij onbemande bevoorradingsvluchten gebruikelijk is, zal de herbruikbare booster-trap niet terug naar land vliegen voor een landing. Doordat bij bemande vluchten de versnelling (en daarmee de hoeveelheid g-krachten) lager wordt gehouden verbruikt de booster meer brandstof (omdat deze daardoor langer tegen de constante van de zwaartekracht moet werken) wordt voorlopig van een landing op land afgezien en wordt de booster op een zelfsturend droneschip geland. Hans Koenigsmann zei daarover dat een vlucht terug naar land technisch moet kunnen, maar dat ze liever niet onnodig de grenzen van de booster opzoeken.
Het contract tussen NASA en SpaceX voorzag tot 3 juni 2020 in nieuwe draagraketten en Crew Dragons. NASA heeft al aangegeven het lanceren met reeds gebruikte Falcon-boosters en Dragons mogelijk te heroverwegen als SpaceX daar om verzocht. Op 3 juni 2020 werd een modificatie in het contract aangebracht waarin NASA het inzetten van gebruikte Crew Dragons en gebruikte Falcon 9-boosters toestaat vanaf vlucht Crew 2 (alias USCV-2).
Voor de geannuleerde Red Dragon-missies waarbij een aangepaste Dragon 2 op Mars moest landen zou de Falcon Heavy gebruikt worden. Dit geldt ook voor eventuele andere missies verder van de Aarde zoals vluchten om de Maan. Lanceringen van een Dragon 2 met een Falcon Heavy zijn echter zeer onwaarschijnlijk geworden doordat SpaceX begin jaren 2020 het Starship voor dat type missies beschikbaar denkt te hebben.
Bemande Crew Dragon-missies worden gelanceerd vanaf lanceercomplex 39A op het Kennedy Space Center. Vanaf dit platform lanceerde NASA eerder Apollo-, Skylab- en Spaceshuttle-missies en sinds 2013 wordt het gehuurd door SpaceX. De voormalige toegangstoren van de spaceshuttles werd in 2018 aangepast voor de Falcon 9/Crew Dragon-combinatie. De voormalige rotating service structure van de Spaceshuttle werd in 2017 en 2018 op het scharnierpunt na (dat essentieel voor de stevigheid is) verwijderd. Een nieuwe toegangsarm in de futuristische zwartwitstijl van SpaceX werd geplaatst en de toren werd voorzien van zwarte beplating met witte hoeken. Hierdoor zijn de lanceerinstallatie, de raket en de Crew Dragon ook esthetisch bij elkaar gaan horen.

### Berging
Wanneer een Crew Dragon in zee is geland zal deze uit zee worden gehesen door ondersteuningsschip GO Searcher. Op het achterdek staat een speciale hijsinstallatie waarmee de Dragon aan boord gehesen wordt. In de zomer van 2018 is ook een helikopterplatform op het schip geplaatst zodat ruimtevaarders na de berging snel naar land kunnen worden gevlogen. In 2019 werd ook zusterschip GO Navigator op een soortgelijke wijze aangepast. Dit schip functioneerde als back-up voor GO Searcher. Go Navigator wordt voor de landing in de haven van Pensacola, in de buurt van de alternatieve landingslocaties in de Golf van Mexico gestationeerd. CASIS, het bedrijf dat het laboratorium van het ISS uitbaat, eist dat ruimtevaarders binnen twee uur na de landing beschikbaar zijn voor onderzoekers.
Na de berging vaart het bergingsschip naar Port Canaveral waar het het Trident Basin in vaart. Dat is het gedeelte van die zeehaven dat eigendom van de Amerikaanse marine is. Daar zijn ze toegerust om de potentieel explosieve en giftige brandstoffen uit de Crew Dragon te pompen voordat de Crew Dragon per dieplader naar de onderhoudsfaciliteit op het Cape Canaveral Air Force Station, nabij Landing Zones 1 en 2, wordt getransporteerd. In de geannuleerde plannen voor propulsieve landingen zou de Crew Dragon daar gaan landen.

### Herbruikbaar
De Crew Dragon is ontworpen om met minimaal onderhoud herbruikbaar te zijn. Daarom zijn er afsluitende kleppen rond de Draco’s en Superdraco’s aangebracht die voorkomen dat er zeewater in de motoren kan lopen. Het kofferbak/servicemodule-gedeelte is niet herbruikbaar.

## Geschiedenis
In 2010 heeft SpaceX het Dragon-ruimtevrachtschip voor het eerst in de ruimte gebracht. Dit werd ontwikkeld onder NASA's Commercial Orbital Transportation Services-programma (COTS) en won een Commercial Resupply Services-contract voor boeking van minimaal twaalf onbemande bevoorradingsvluchten naar het ISS voor NASA; dat werden er uiteindelijk twintig. Onder het CRS-programma boekt NASA ruimtevluchten bij commerciële partijen. Sinds 2012 vliegt SpaceX een aantal CRS-missies per jaar.
Een soortgelijk programma, genaamd "Commercial Crew Development Program" (afgekort CCdev), werd opgezet voor ontwikkeling van commerciële bemande ruimteschepen die bemanningen naar het ISS moeten brengen. SpaceX was een van de vele bedrijven die een ontwerp aan NASA voorlegden en het kreeg een subsidie voor verdere ontwikkeling van de Dragon Rider, een doorontwikkeling van de Dragon die zeven zitplaatsen heeft. In de loop der tijd is dit plan bijgeschaafd en in mei 2014 werd het ruimteschip, dat toen de naam de Dragon V2 kreeg, met een flitsende show door SpaceX-directeur Elon Musk gepresenteerd.
In september 2014 werd aan de winnende plannen van SpaceX en Boeing een definitief ontwikkelingsbedrag van 2,1 miljard dollar voor SpaceX en 4,2 miljard voor Boeing toegekend. Ook kregen beide bedrijven een garantie van vier vluchten ieder toegekend onder het Commercial Crew-contract. In 2015 werden de eerste boekingen voor de Dragon v2 en de Boeing Starliner bekendgemaakt. Anno juli 2016 heeft NASA twee Commercial Crew-vluchten bij SpaceX geboekt.
In januari 2017 meldde NASA dat er op dat moment drie vluchtwaardige versies van de Dragon 2 in aanbouw waren, die voor de eerste ruimtevluchten zouden worden ingezet. Op 27 februari 2017 liet SpaceX weten dat ze in 2018 twee private ruimtevaarders om de Maan en terug zouden vliegen met een Dragon 2 en een Falcon Heavy. De besturing van de hiervoor te gebruiken Crew Dragon moest aangepast worden om verder van de Aarde te kunnen navigeren, aangezien GPS daar niet werkt. Een klein jaar later bleek dat deze missie was omgeboekt naar de BFR omdat de ontwikkeling daarvan zo voorspoedig verliep dat aanpassing van de Falcon Heavy en de Crew Dragon niet wenselijk was.
Op 15 augustus 2018 werd de toegangsarm voor de Crew Dragon naar lanceerplatform 39A gebracht, om daar aan de voormalige spaceshuttle-toegangstoren te worden bevestigd.

### Naam
De Dragon 2 heeft een aantal namen gehad. Allereerst was er de werknaam "Dragon Rider". Vervolgens werd vanaf de presentatie in 2014 de naam Dragon V2 in gebruik genomen, waarbij de "V" voor "version" staat. Daarnaast werd de naam "Crew Dragon" al langere tijd gebruikt. En sinds 2016 gebruikt SpaceX de namen "Crew Dragon" en "Dragon 2". De "V" is komen te vervallen omdat "V2" te veel deed denken aan de V2, een ballistische raket waarmee nazi-Duitsland tijdens de Tweede Wereldoorlog Groot-Brittannië bombardeerde.

### Kosten
Op een NASA-persconferentie op 18 mei 2012 bevestigde SpaceX dat het ernaar streefde de lanceerkosten voor bemande Dragon-vluchten 140 miljoen dollar (ca. 115 miljoen euro) te laten bedragen. Dit kwam neer op 20 miljoen dollar per stoel, indien alle zeven plekken bezet zouden zijn. Dit is veel lager dan de kosten van de huidige Sojoez-lancering van 63 miljoen dollar per stoel. Bij een Commercial Crew-vlucht wordt ingezet op vier man per vlucht en zullen de kosten per stoel dus zo'n 35 miljoen dollar bedragen.
SpaceX ontvangt van NASA 2,6 miljard dollar voor de ontwikkeling van de Crew Dragon wat per behaalde mijlpaal wordt uitbetaald. Daarnaast heeft SpaceX naar eigen zeggen enkele honderden miljoenen extra in het project geïnvesteerd.

### Ruimtetoerisme en commerciële missies
In februari 2020 tekende SpaceX een contract met Space Adventures om tot vier ruimtetoeristen te lanceren. Die vlucht moest vijf dagen duren en mogelijk al eind 2021 plaatsvinden. In oktober 2021 werd de vlucht geannuleerd. Het was de bedoeling dat de vlucht twee tot drie keer zo hoog als het ISS boven het aardoppervlak gaat.
Een maand later boekte ook Axiom, het bedrijf dat de commerciële modules voor het ISS bouwt een tiendaagse vlucht voor drie ruimtetoeristen en een astronaut-instructeur naar het ISS. Die vlucht werd in de tweede helft van 2021 verwacht maar wegens het drukke draaiboek van het ISS naar februari 2022 doorgeschoven.
Begin 2021 maakten miljardair Jared Isaacman en SpaceX bekend een ruimtetoeristische vlucht van drie dagen te voorbereiden. Isaacman zou drie mensen mee aan boord nemen en ondertussen geld ophalen voor een goed doel. Deze vlucht, Inspiration4, werd op 15 september 2021 gelanceerd en was de eerste private ruimtevlucht met een Crew Dragon.

### Productiestop
Op 28 maart 2022 meldde Reuters dat SpaceX de productie van nieuwe Crew Dragons voorlopig en mogelijk definitief had gestaakt. Met een vloot van vier stuks meende SpaceX er genoeg te hebben en kon er meer personeel worden ingezet op de ontwikkeling van Starship dat te zijner tijd  de Crew Dragon moet vervangen. De productie van vervangingsonderdelen gaat nog wel door en de productie van capsules kan in een later stadium indien nodig worden hervat.
Op 18 november 2022 werd om aan de vraag te kunnen voldoen de bouw van een vijfde Crew Dragon aangekondigd. Deze zou in 2024 gereed moeten zijn.

### Lanceercomplex 40
Sinds 2021 bouwt SpaceX een lanceerplatform voor het zeer grote lanceersysteem Starship op lanceercomplex 39A, vlak bij de lanceerinstallatie voor Dragon 2. Omdat dat een nieuw type draagraket is dat bovendien op de explosieve brandstof methaan vliegt levert dit risico’s op voor Falcon 9-Dragon 2-lanceerplaats. Daarom heeft NASA SpaceX in 2022 verzocht een toegangstoren voor Dragon 2 op hun andere Falcon 9-complex SLC-40 te bouwen zodat de voor NASA essentiële Dragon-lanceringen ook na een ongeluk door kunnen blijven gaan. In september 2022 werd begonnen de eerste onderdelen voor die toren te produceren. Op 21 maart 2024 werd de eerste Cargo-Dragon er gelanceerd. Op 28 september 2024 lanceerde SpaceX er voor het eerst ook bemande Crew Dragon; missie Crew-9. Hierdoor kon men op LC-39A doorgaan met de voorbereiding van de Falcon Heavy voor de lancering van Europa Clipper.

## Testvluchten

### Pad Abort

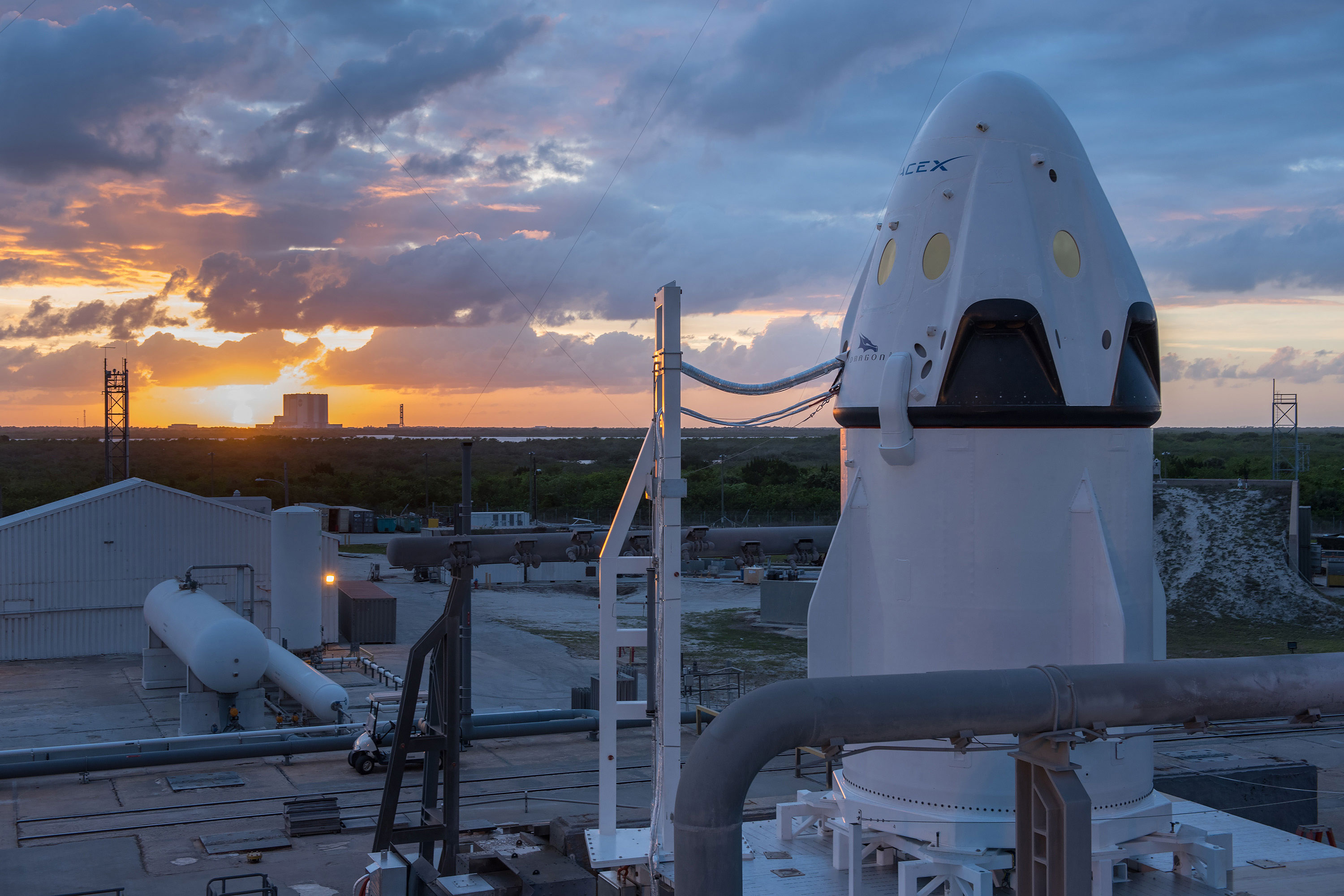
De Dragonfly, een Crew Dragon-testvoertuig staat met servicemodule klaar voor de Pad Abort-test op SLC-40

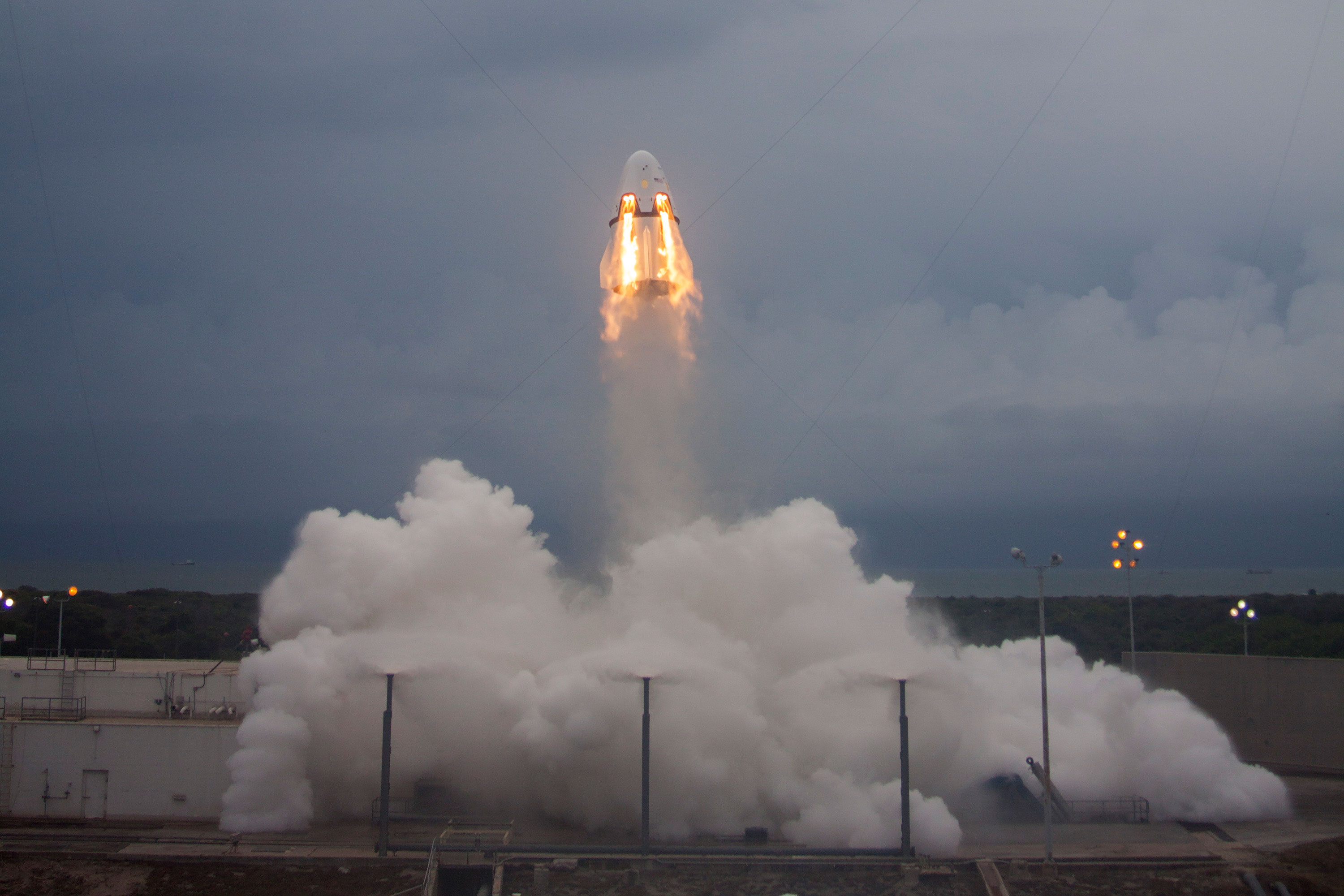
De Crew Dragon Pad Abort Test. Op SLC-40

De eerste Dragon 2-testvlucht was een op 6 mei 2015 succesvol uitgevoerde onbemande "pad abort test". De Pad Abort-test werd met een testvoertuig genaamd Dragonfly uitgevoerd vanaf SpaceX' lanceerplatform SLC-40 op het Cape Canaveral Air Force Station en verliep vlekkeloos. Na ongeveer één minuut en veertig seconden landde de test-Dragon 2 in zee.

### SpX-DM1
Een eerste zes dagen durende, onbemande, all-up, demonstratievlucht genaamd SpX-DM1 naar het ISS werd op 2 maart 2019 gelanceerd om het manoeuvreren en aankoppelen te testen. Ook moesten de life support systemen zich bewijzen. Er was ook 200 kg vracht mee aan boord voor de bemanning van het ISS. Bijna alle vluchtelementen waren succesvol. Alleen de tijd tussen de landing en de berging was langer dan de eisen van NASA voorschrijven.
Op 12 juli 2018 werd de eerste Crew Dragon (serienummer C204), na te zijn getest in een vacuümkamer en een akoestische kamer en op temperatuurbestendigheid, voor DM1 overgebracht naar Cape Canaveral. Falcon 9-booster B1051 die de Crew-Dragon zou lanceren zou aanvankelijk de eerste Falcon 9-Block 5 zijn die met het verbeterde ontwerp voor de COPV-heliumtanks zou vliegen. Doordat de vlucht als gevolg van vertragingen later was dan eerder was gepland, hadden er inmiddels al enkele tweede trappen met de nieuwe COPV’s gevlogen.
Na afloop van de vlucht bleek dat de afdichtingen van de Draco’s en SuperDraco’s hun werk goed gedaan hadden. Er was bij de landing geen zeewater in de systemen gekomen. Daardoor is het opknappen voor hergebruik een (naar SpaceX-maatstaven) betrekkelijk simpele klus.

#### Eerste roll-out, matingtest en static fire
Op 3 januari 2019 werd voor het eerst een volledig geïntegreerde Falcon 9 met Dragon 2 uit de hangar naar LC-39A gereden en daar overeind geplaatst voor de eerste matingtest. De volgende dag werd ook de toegangsarm getest. Op 24 januari was de static fire-test van de Falcon 9 met Dragon 2. Er was daarna enige tijd onduidelijkheid over de uitkomst van de test. SpaceX verklaarde pas uren later de static fire tot een succes op Twitter, terwijl dat normaliter binnen enkele minuten na de test gebeurt.

### In Flight Abort-test
Na SpX-DM1 stond een onbemande "in-flight abort test" op het programma die op 19 januari 2020 werd uitgevoerd. Bij dit type launch abort-test werd de Crew Dragon op een raket geplaatst en gelanceerd. Bij het behalen van Max q (maximale dynamische druk), toen de versnelling en de aerodynamische druk het voertuig maximaal belasten werden de motoren uitgezet. Dit triggerde de Dragon 2 om met zijn ontsnappingsmotoren weg te vliegen van de draagraket en een veilige afstand te nemen. De abort vond plaats op een hoogte van 19 kilometer en hemelsbreed 4 kilometer van de lanceerplaats bij een snelheid van iets meer dan Mach 1. Deze testvlucht was geen NASA-Commercial Crew-vereiste, desondanks voerde SpaceX deze vlucht toch uit.
In eerdere plannen was het de bedoeling dat de F9R-Dev 2 als draagraket voor deze vlucht zou worden gebruikt. Deze testraket is echter sinds de invoering van de Falcon 9 FT niet meer compatibel met de lanceerinstallaties. Als draagraket werd nu een enkele Falcon 9-Block 5-booster met een tweede trap zonder motor gebruikt. De raket geraakte, nadat de Dragon 2 zich losmaakte, door de veranderde aerodynamica in een ongecontroleerde vlucht waardoor deze explodeerde.
Voor deze vlucht was het plan Dragonfly, dezelfde test-Dragon die eerder voor de pad abort-test werd gebruikt, te gebruiken. Maar ook het Dragon 2-ontwerp is in tussentijd dusdanig veranderd dat er een andere Crew Dragon nodig was. Dit zou in het volgende plan Crew Dragon C201 geweest zijn, die ook voor testvlucht SpX-DM1 werd gebruikt. Deze ging echter bij een mislukte statische test verloren.
De vlucht werd uiteindelijk met Crew Dragon C205, die eerder was gereserveerd voor testvlucht SpX-Dm2, uitgevoerd. Deze Crew Dragon was met een incompleet interieur uitgevoerd. De gebruikte eerste trap was booster B1046 zijn die zijn vierde en laatste vlucht maakte. De Crew Dragon landde op een afstand van ongeveer 32 kilometer van de lanceerplaats. De In-flight abort test zou aanvankelijk in juni 2019 plaats vinden maar werd na de explosie van 20 april 2019 uitgesteld. Op 18 januari 2020 werd de eerste poging wegens te harde wind op grote hoogte afgeblazen. De volgende dag lukte het wel de test uit te voeren.

#### Test-anomalie
Op 20 april 2019 werden de motoren van Crew Dragon C204 op de teststand bij Cape Canaveral Landingzone 1 en 2 aan statische starttesten onderworpen als onderdeel van de voorbereiding op de in-flight abort test. Op sociale media verschenen foto’s van rookwolken boven die locatie. Niet veel later meldde SpaceX dat er tijdens de laatste test van de dag iets mis was gegaan en de anomalie in samenwerking met NASA wordt onderzocht. Uit gelekte beelden van het incident valt op te maken dat er iets explodeerde en dat het centrum van de explosie niet bij de motoren is. Uit de diep oranje kleur van de rookwolk is op te maken dat er veel distikstoftetraoxide vrijkwam wat zou kunnen wijzen op een defecte COPV-oxidatortank of oxidatorleiding. Op 2 mei 2019 bevestigde Hans Koenigsmann dat de Crew Dragon door de explosie volledig was vernietigd.
De explosie heeft volgens NASA in zoverre geen gevolgen voor vluchten van Dragon 1-schepen ondanks dat deze enige overeenkomsten met de Dragon 2 hebben. Dat lijkt erop te wijzen dat de oorzaak wordt gezocht in een systeem dat niet in de Dragon 1 is terug te vinden. De lancering van missie CRS-17 ging gewoon door. Naar aanleiding van de explosie werd wel de boosterlanding van die lancering van Landing Zone 1 naar een droneschip op zee verplaatst. Daarvoor werden drie redenen genoemd. Zo was LZ-1 ernstig vervuild geraakt door de vrijgekomen hypergolische brandstoffen. Er lagen tot 8 mei 2019 nog brandstoftanks die onder druk stonden. De andere reden was het niet verstoren van het terrein lopende het onderzoek.
Op 8 mei 2019 maakte de 45th Spacewing bekend dat personeel van SpaceX die dag, mits de weersomstandigheden het toelaten (juiste windrichting), met hun hulp de druk in de tanks zou afblazen. Hierbij konden (zeer giftige) oranje wolken vrijkomen. Op 28 mei 2019 gaf NASA een korte beknopte update die voornamelijk bevestigde wat al bekend was en geen oorzaak aanwees. Wel werd bekend dat de voor vlucht DM-2 in aanbouw zijnde Crew Dragon nu de in-flight abort test zal vliegen en men de capsule voor Crew-1 voor DM-2 zal gebruiken.
Op 15 juli 2019 meldde SpaceX op hun website dat de oorzaak gevonden was. Er was via een gecorrodeerd terugslagventiel een kleine hoeveelheid distikstoftetraoxide (de hypergolische oxidator) in de heliumleiding waarmee de tanks onder druk worden gezet gelekt. Toen de tanks in voorbereiding op de test onder druk gezet werden blies het helium de distikstoftetraoxide met zo’n snelheid tegen het titanium terugslagventiel dat dit beschadigd raakte en daarbij in brand vloog wat tot de explosie leidde. Het titanium kon branden doordat er een zeer sterke oxidator aanwezig was. SpaceX gaf ook aan inmiddels een ander type ventiel voor de heliumleiding te hebben ontworpen en dit op dat moment in samenwerking met NASA te testen Een soortgelijk probleem werd in 1993 als meest waarschijnlijke oorzaak van het mislukken van NASA’s Mars Observer aangewezen. Op 16 september 2019 werd bekendgemaakt dat het terrein waar de explosie had plaatsgevonden niet meer verder hoefde te worden schoongemaakt.
Op 12 november 2019 wist SpaceX met succes alle motoren op de vervangende Crew Dragon te testen op de testlocatie naast Cape Canaveral Landing Zone 1.

### SpX-DM2
Een eerste bemande demonstratievlucht is op 30 mei 2020 gelanceerd en is de eerste Amerikaanse bemande orbitale ruimtevlucht sinds het einde van het Spaceshuttleprogramma in 2011. De bemanning die uit twee NASA-astronauten bestaat, zal langere tijd aan boord van het ISS blijven. Op 3 augustus 2018 werd de selectie van NASA-astronauten Robert Behnken en Douglas Hurley als bemanning van deze vlucht bekendgemaakt. Als gevolg van de Crew Dragon-explosie werd de vlucht van juli 2019 naar 2020 uitgesteld en zal niet Dragon C205 maar C206 worden gebruikt. De missie werd verlengd om de vertraging in het Commercial Crew-programma op te vangen en het ISS langere tijd van meer Amerikaanse bemanning te voorzien zonder veel extra Sojoez-stoelen te hoeven boeken. De geplande eerste bemande lancering op 27 mei 2020 werd wegens slecht weer uitgesteld. Op 30 mei kwam het dus wel tot een succesvolle lancering. Op 2 augustus keerde de SpX-DM2 middels een geslaagde waterlanding terug op Aarde.

### Andere tests

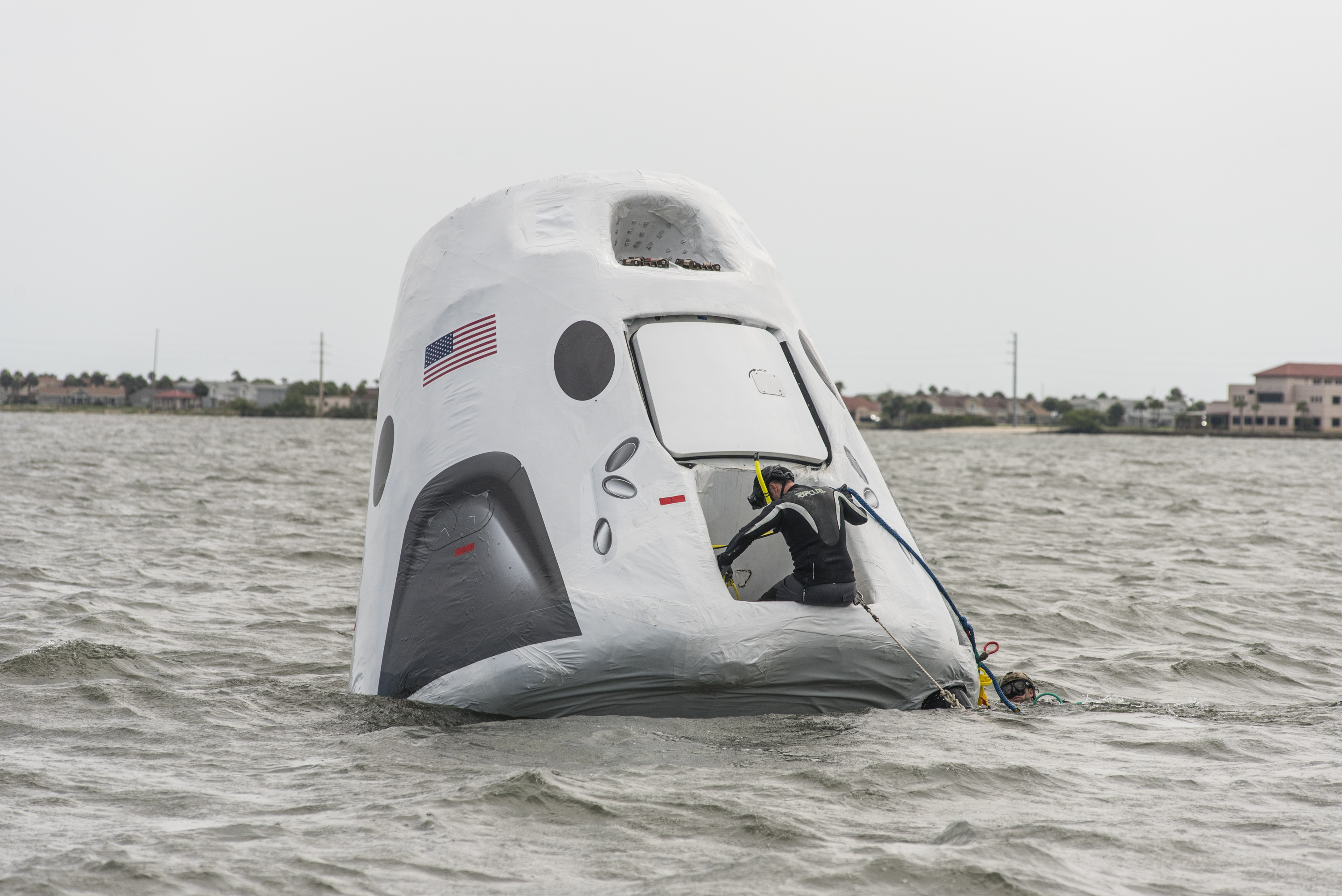
Met een mock-up wordt de berging van de Crew Dragon geoefend op de rivier de Banana

In het najaar van 2015 was SpaceX begonnen met zogenaamde hovertests. Hierbij hangt een Dragon 2-testvoertuig aan een hijskraan en tilt deze zichzelf met behulp van de SuperDraco's gecontroleerd op om zo te leren omgaan met de krachten van deze motoren. Voor het propulsief leren landen werden data van deze tests, gecombineerd met data die SpaceX opdeed bij het landen van Falcon 9-boosters, in de software van de Dragon 2-computers geladen. De hovertests vonden plaats op SpaceX' testterrein bij het Texaanse McGregor. Propulsieve landingen zijn echter in 2017 geannuleerd omdat NASA het landingsgestel met poten die uit het hitteschild moesten schuiven als niet goed genoeg kwalificeerde.
Ook is de berging op zee geoefend. In eerste instantie werd dit op het betrekkelijk rustige water van de Banana river gedaan met een simpele Crew-Dragon mock-up, maar sinds begin 2018 is vaak gezien dat volgboot Go Searcher met een meer gelijkend Crew-Dragon-testvoertuig op het achterdek de Atlantische Oceaan op voer of daarmee terugkeerde in Port Canaveral. Ook is het NASA-team van Commercial Crew-astronauten volop bezig in een Crew Dragon-vluchtsimulator de besturing van het ruimtevaartuig te oefenen.

## Missionaire vluchten

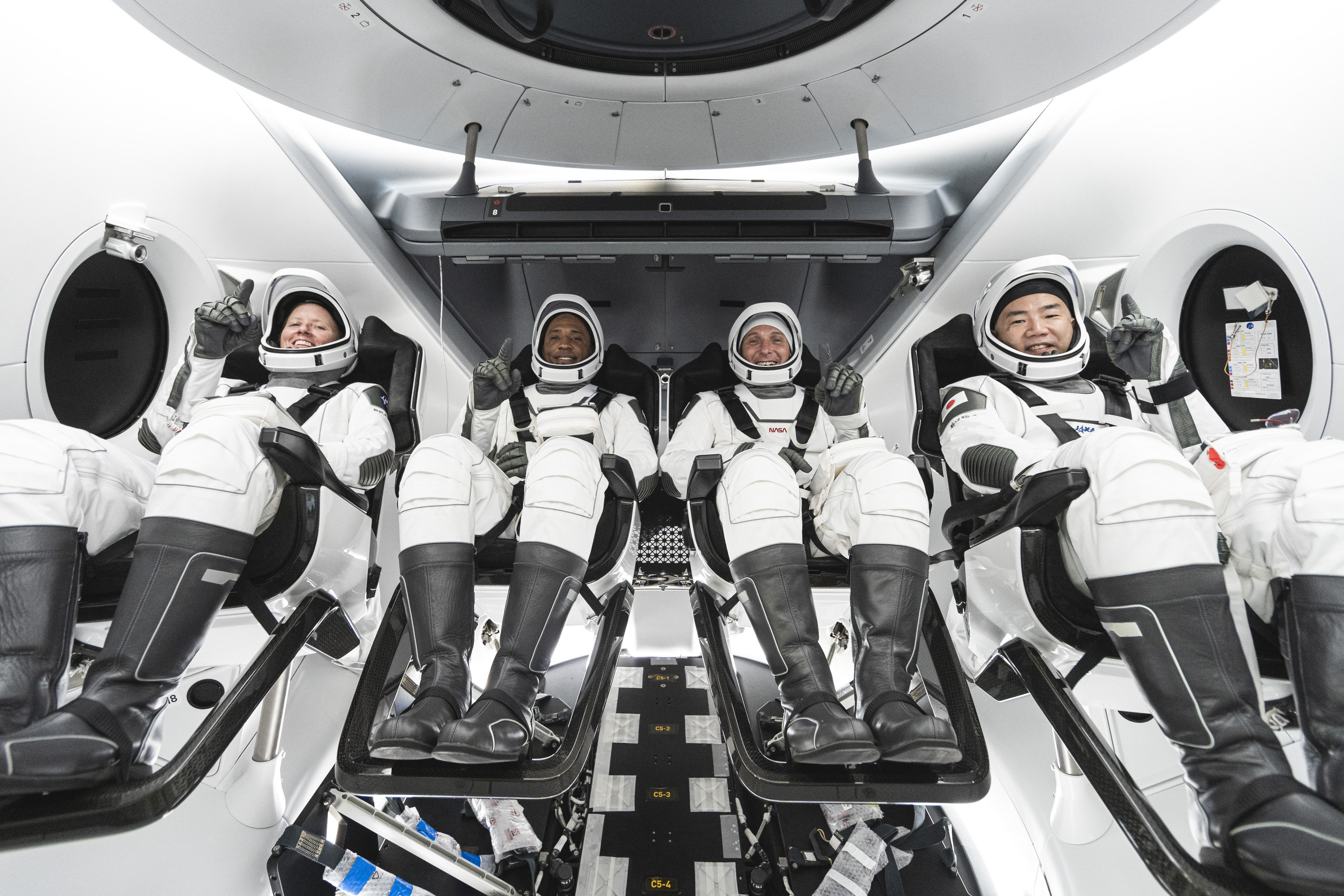
De astronauten van Crew Dragon-missie 1 in een Crew Dragon-trainingsvoertuig.

Na de testvluchten gingen de Commercial Crew-missies van start. NASA heeft ieder van de Commercial Crew-contractanten een garantie voor de boeking van minimaal zes missies gegeven. NASA boekte later nog acht extra Commercial Crew-vluchten; alle bij SpaceX. De eerste vlucht, SpaceX Crew-1, bracht NASA-astronauten Victor Glover en Mike Hopkins naar het ISS. Ook is er een aantal toeristische ruimtevluchten geboekt.
ISS-bevoorradingsvluchten SpX-CRS-21 t/m CRS-26 waren met de toekenning van het CRS2-contract gegarandeerd. Na de lancering van CRS-21 bleek NASA reeds 3 extra CRS-missies bij SpaceX te hebben geboekt. In april 2022 gaf Benji Reed, Senior Director of Human Spaceflight Programs van SpaceX, aan dat hij verwacht elk jaar zes Crew Dragons te kunnen lanceren. Dat zou neerkomen op twee Commercial Crew-vluchten, twee Axiom-vluchten, en twee voor andere.
| Vluchtnaam                       | crew/cargo    | naam voertuig     | Type vlucht                                                | lancering                                | landing                                                                        | Status                                                                   |
|                                  |               |                   | Uitgevoerde vluchten                                       |                                          |                                                                                |                                                                          |
| -------------------------------- | ------------- | ----------------- | ---------------------------------------------------------- | ---------------------------------------- | ------------------------------------------------------------------------------ | ------------------------------------------------------------------------ |
| Pad Abort-test                   | Test-voertuig | C201 Dragonfly    | Abort Test (Suborbitaal 500 meter)                         | 6 mei 2015 CCAFS-SLC-40                  | 6 mei 2015 Atlantische Oceaan                                                  | Succesvol voltooid                                                       |
| SpX-DM1                          | Crew Dragon   | C204-1            | Onbemande demonstratievlucht                               | 2 maart 2019 KSC LC-39A                  | 8 maart 2019 Atlantische Oceaan                                                | Succesvol voltooid                                                       |
| In-flight Abort-test             | Crew Dragon   | C205-1            | Abort Test (Suborbitaal ~20 km)                            | 19 januari 2020 KSC LC-39A               | 19 januari 2020 Atlantische Oceaan                                             | Succesvol voltooid                                                       |
| SpX-DM2                          | Crew Dragon   | C206-1 Endeavour  | Bemande demonstratievlucht                                 | 31 mei 2020 19:22 UTC KSC LC-39A         | 2 augustus 2020 18:48 UTC Golf van Mexico                                      | Succesvol voltooid                                                       |
| Crew-1                           | Crew Dragon   | C207-1 Resilience | Commercial Crew                                            | 16 november 2020 00:27 UTC KSC LC-39A    | 2 mei 2021 06:56 UTC Golf van Mexico                                           | Succesvol voltooid                                                       |
| CRS-21                           | Cargo Dragon  | C208-1            | Commercial Resupply Services                               | 6 december 2020 16:17 UTC KSC LC-39A     | 14 januari 2021 01:28 UTC Golf van Mexico                                      | Succesvol voltooid                                                       |
| Crew-2                           | Crew Dragon   | C206-2 Endeavour  | Commercial Crew                                            | 23 april 2021 09:49 UTC KSC LC-39A       | -                                                                              | voltooid                                                                 |
| CRS-22                           | Cargo Dragon  | C209-1            | Commercial Resupply Services                               | 3 juni 2021 17:29 UTC KSC LC-39A         | 10 juli 2021 03:29 UTC Golf van Mexico                                         | Succesvol voltooid                                                       |
| Inspiration4                     | Crew Dragon   | C207-2 Resilience | Door Jared Isaacman geboekte ruimtetoeristische vlucht     | 16 september 2021 00:02 UTC KSC LC-39A   | 18 september 2021, 23:06 UTC Atlantische Oceaan nabij Cape Canaveral           | Succesvol voltooid                                                       |
| CRS-23                           | Cargo Dragon  | C208-2            | Commercial Resupply Services                               | 29 augustus 2021 KSC LC-39A              | 1 oktober 2021 Atlantische Oceaan (80.6W 29.8N) zuidoostelijk van Jacksonville | Succesvol voltooid                                                       |
| Crew-3                           | Crew Dragon   | C210-1 Endurance  | Commercial Crew                                            | 11 november 2021 KSC LC-39A              | 6 mei 2022, 04:43 UTC                                                          | Succesvol voltooid                                                       |
| CRS-24                           | Cargo Dragon  | C209-2            | Commercial Resupply Services                               | 21 december 2021 10.07 UTC KSC LC-39A    | 24 januari 2022, 21:05 UTC                                                     | voltooid, vertraging een van de vier parachutes.                         |
| AX-1                             | Crew Dragon   | C206-3 Endeavour  | Door Axiom geboekte ruimtetoeristische vlucht naar ISS     | 9 april 2022, 15:17 UTC KSC LC-39A       | 25 april 2022, 17:06 UTC                                                       | succes                                                                   |
| Crew-4                           | Crew Dragon   | C212-1 Freedom    | Commercial Crew                                            | 27 april 2022, 07:52 UTC KSC LC-39A      | 14 oktober 2022, 20:55 UTC                                                     | Succesvol voltooid                                                       |
| CRS-25                           | Cargo Dragon  | C208-3 -          | Commercial Resupply Services                               | 15 juli 2022, 00:44 UTC KSC LC-39A       | -                                                                              | succes (maand later dan gepland gelanceerd wegens tijdig ontdekt defect) |
| Crew-5                           | Crew Dragon   | C210-2 Endurance  | Commercial Crew                                            | 5 oktober 2022, 16:00 UTC KSC LC-39A     | -                                                                              | missie onderweg                                                          |
| CRS-26                           | Cargo Dragon  | C211-1 -          | Commercial Resupply Services                               | 26 november 2022, 19:20 UTC KSC LC-39A   | 11 januari 2023 10:19 UTC                                                      | succes                                                                   |
| Crew-6                           | Crew Dragon   | C206-4 Endeavour  | Commercial Crew                                            | 2 maart 2023 KSC LC-39A                  | -                                                                              | succes                                                                   |
| CRS-27                           | Cargo Dragon  | C209-3            | Commercial Resupply Services                               | 15 maart 2023, 00:30 UTC KSC LC-39A      | -                                                                              | succes                                                                   |
| AX-2                             | Crew Dragon   | C212-2 Freedom    | Door Axiom geboekte commerciële bemande vlucht naar ISS    | 21 mei 2023, 21:37 UTC KSC LC-39A        | -                                                                              | Succes                                                                   |
| CRS-28                           | Cargo Dragon  | C208-4            | Commercial Resupply Services                               | 5 juni 2023, 15:47 UTC KSC LC-39A        | -                                                                              | succes                                                                   |
| Crew-7                           | Crew Dragon   | C210-3 Endurance  | Commercial Crew                                            | 26 augustus 2023, 07:27 UTC KSC LC-39A   | 12 maart 2024, 09:47 UTC                                                       | succes                                                                   |
| CRS-29                           | Cargo Dragon  | C211-2            | Commercial Resupply Services                               | 10 november 2023, 01:28 UTC KSC LC-39A   | -                                                                              | succes                                                                   |
| AX-3                             | Crew Dragon   | C212-3 Freedom    | Door Axiom geboekte commerciële vlucht naar ISS            | 18 januari 2024, 21:49:11 UTC KSC LC-39A | -                                                                              | succes                                                                   |
| Crew-8                           | Crew Dragon   | C206-5 Endeavour  | Commercial Crew                                            | 4 maart 2024, 03:53 UTC KSC LC-39A       | -                                                                              | onderweg                                                                 |
| CRS-30                           | Cargo Dragon  | C209-4 -          | Commercial Resupply Services                               | 21 maart 2024, 20:55 UTC CCSFS SLC-40    | -                                                                              | Onderweg                                                                 |
|                                  |               |                   | Geboekte vluchten                                          |                                          |                                                                                |                                                                          |
| AX-4                             | Crew Dragon   | - -               | Door Axiom geboekte commerciële vlucht naar ISS            | 2023                                     | -                                                                              | gepland                                                                  |
| SA-1                             | Crew Dragon   | - -               | Space Adventures Ruimtetoerisme naar 700 km boven de Aarde | was geboekt op zijn vroegst eind 2021    | -                                                                              | geannuleerd                                                              |
| Polaris Dawn (Polaris Mission I) | Crew Dragon   | - -               | Polarisprogramma                                           | kwartaal 4 2022                          | -                                                                              | geboekt                                                                  |
| Polaris Mission II               | Crew Dragon   | - -               | Polarisprogramma                                           | onbekend                                 | -                                                                              | geboekt                                                                  |
| Crew-9                           | Crew Dragon   | - -               | Commercial Crew                                            | -                                        | -                                                                              | geboekt op 28 februari 2022                                              |
| CRS-31                           | Cargo Dragon  | - -               | Commercial Resupply Services                               | -                                        | -                                                                              | geboekt op 25 maart 2022                                                 |
| CRS-32                           | Cargo Dragon  | - -               | Commercial Resupply Services                               | -                                        | -                                                                              | geboekt op 25 maart 2022                                                 |
| CRS-33                           | Cargo Dragon  | - -               | Commercial Resupply Services                               | -                                        | -                                                                              | geboekt op 25 maart 2022                                                 |
| CRS-34                           | Cargo Dragon  | - -               | Commercial Resupply Services                               | -                                        | -                                                                              | geboekt op 25 maart 2022                                                 |
| CRS-35                           | Cargo Dragon  | - -               | Commercial Resupply Services                               | -                                        | -                                                                              | geboekt op 25 maart 2022                                                 |
| Crew-10                          | Crew Dragon   | - -               | Commercial Crew                                            | -                                        | -                                                                              | geboekt op 2 juni 2022                                                   |
| Crew-11                          | Crew Dragon   | - -               | Commercial Crew                                            | -                                        | -                                                                              | geboekt op 2 juni 2022                                                   |
| Crew-12                          | Crew Dragon   | - -               | Commercial Crew                                            | -                                        | -                                                                              | geboekt op 2 juni 2022                                                   |
| Crew-13                          | Crew Dragon   | - -               | Commercial Crew                                            | -                                        | -                                                                              | geboekt op 2 juni 2022                                                   |
| Crew-14                          | Crew Dragon   | - -               | Commercial Crew                                            | -                                        | -                                                                              | geboekt op 2 juni 2022                                                   |

## CRS-2 Cargo Dragon

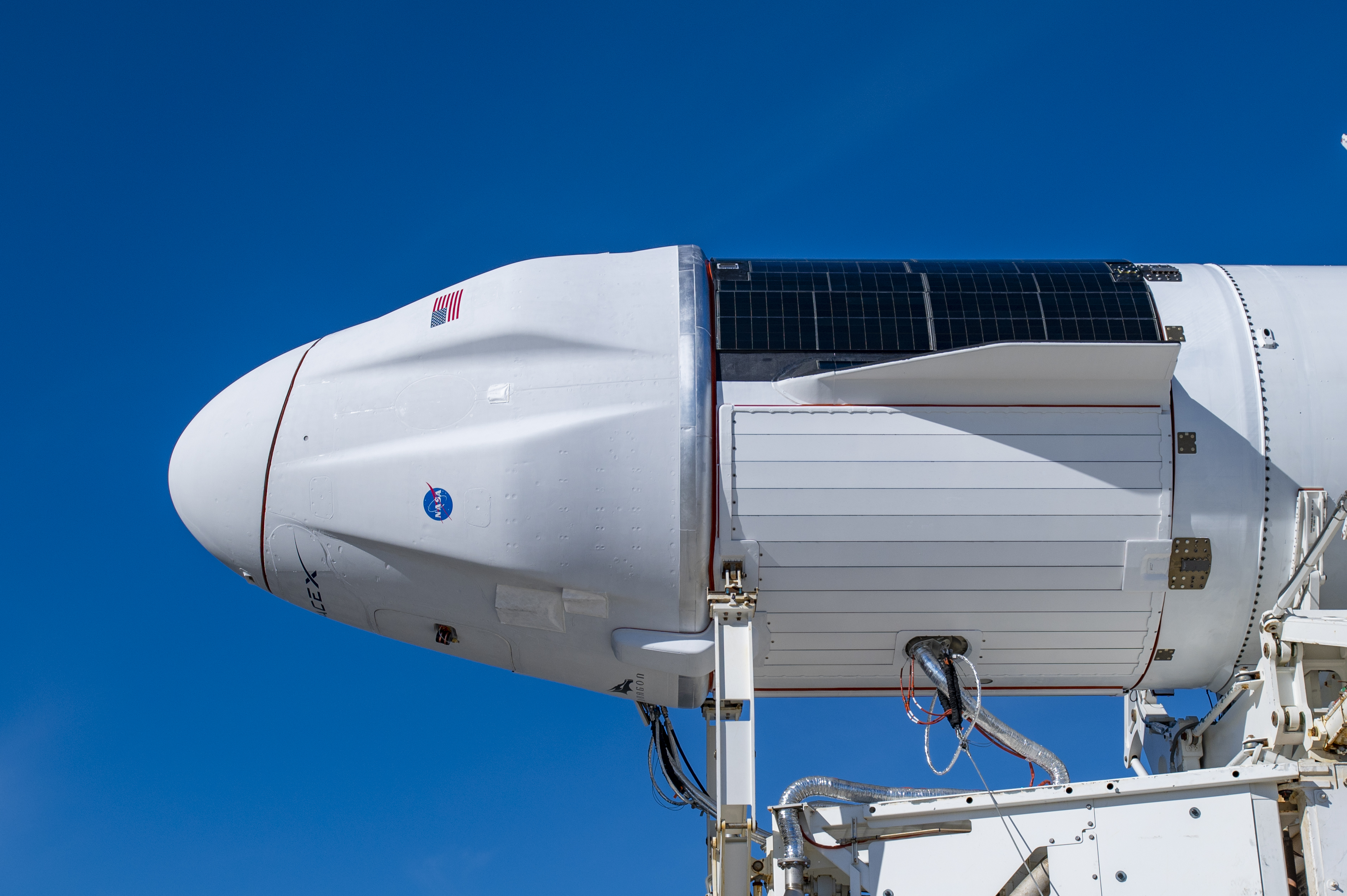
Een Cargo Dragon tijdens de horizontale rollout voor missie CRS-21

Op de ISS R&D Conference 2017 vertelde Elon Musk dat de vrachtuitvoering van de Dragon 2 die vanaf vlucht SpX-CRS-21 in 2020 onder het CRS-2-contract zal vliegen net als de Crew Dragon automatisch kan aankoppelen bij het ISS. Deze is echter niet met SuperDraco's uitgerust aangezien er voor vrachtvluchten geen "launch escape system" vereist is. Het ontbreken van SuperDraco's bespaart eigen massa wat de vrachtcapaciteit ten goede komt. Wel zitten er op de Cargo Dragon uitstulpingen aan de buitenzijde waarin bij de Crew-variant de SuperDraco’s zitten. Daardoor is de aerodynamica van beide varianten vrijwel gelijk.
Behalve SuperDraco’s ontbreken op de achterbak ook twee van de vier stabilisatievinnen die alleen nodig zijn bij het activeren van het launch abort-systeem dat dus op de Cargo Dragon ontbreekt. De twee behouden vinnen zijn de vinnen waarop een deel van de zonnepanelen zitten. De Cargo Dragon volgt ook het minder steile lanceerprofiel van de Crew Dragon waarbij de Falcon 9-booster naar een landingsschip vliegt en niet zoals bij de Dragon 1 terug naar land.
Net als de Crew Dragon is de Cargo Dragon toegankelijk via de toegangstoren van Lanceercomplex 39A. Hierdoor kan nog tot enkele uren voor de lancering vracht aan boord worden gebracht. Bij de Dragon 1 moest Late Loading plaatsvinden met de raket in horizontale stand waardoor dat in een eerder stadium moest gebeuren. In een Cargo Dragon zitten geen ramen.
Een nadeel van de Cargo Dragon 2 ten opzichte van de Dragon 1 is dat de aankoppelingspoort kleiner is waardoor grotere vrachtpakketten er niet doorheen passen. Daarom behoudt NASA de mogelijkheid om voor missies die dat vereisen een Dragon 1 te vragen. Het ligt echter niet in de lijn der verwachting dat dit ook zal gebeuren. Concurrenten Siërra Nevada Corporation en Northrop Grumman gebruiken namelijk nog wel die grotere poort.
Cargo Dragons hebben 20 procent meer volume voor vracht en zijn ontworpen voor vijf vluchten; bij de Dragon 1.1 was drie vluchten het maximum. Ook kan de Cargo Dragon maximaal 75 dagen aangekoppeld blijven; bijna een verdubbeling ten opzichte van de Dragon 1.

## Gebouwde Dragon 2’s
Gebouwde Dragon 2’s voor zover bekend. Functies en eigenschappen of het al dan niet bestaan van een Dragon met serienummer C203 is onbekend. Tijdens de persconferentie kort na de lancering van Crew-1 gaf Gwynne Shotwell aan dat er buiten Endeavour en Resilience nog drie Crew Dragons in aanbouw zijn. Daarnaast heeft SpaceX een vloot van drie Cargo Dragons gepland.
Eind maart 2022 kondigde SpaceX aan dat men voorlopig voor onbepaalde tijd stopt met de productie van nieuwe Crew Dragons. Na elke vlucht van de vier operationele Crew Dragons voor het vervoer van astronauten worden beschadigde onderdelen vervangen zodat de capsule weer gebruikt kan worden voor nieuwe ruimtemissies.
| Volgnummer | Serienr. | Naam           | Crew/Cargo                             | Datum eerste lancering | Vluchten                                                                             | Status                                                |
| ---------- | -------- | -------------- | -------------------------------------- | ---------------------- | ------------------------------------------------------------------------------------ | ----------------------------------------------------- |
| 1          | -        | Dragonfly      | Voertuig voor testen Superdraco’s      | 6 mei 2015             | 1. Pad Abort-test 2. Hoovertests                                                     | onbekend                                              |
| 2          | C202     | -              | Crew Dragon Testexemplaar              | -                      | Druktest                                                                             | onbekend                                              |
| 3          | C204     | -              | Crew (onvolledig life support systeem) | 2 maart 2019           | 1. SpX-DM1                                                                           | Geëxplodeerd op 20 april 2019 tijdens statische test. |
| 4          | C205     | -              | Crew (incompleet interieur)            | 19 januari 2020        | 1. In-flight Abort Test (aanvankelijk bedoeld voor DM2)                              | Status onbekend, 1 maal gebruikt                      |
| 5          | C206     | Endeavour      | Crew                                   | 30 mei 2020            | 1. SpX-DM2 (aanvankelijk bedoeld voor Crew 1) 2. Crew-2 3. Axiom Mission 1 4. Crew-6 | in gebruik                                            |
| 6          | C207     | Resilience     | Crew                                   | 16 november 2020       | 1. Crew-1 2. Inspiration4                                                            | in gebruik                                            |
| 7          | C208     | Cargo Dragon 1 | Cargo                                  | 6 december 2020        | 1. CRS-21 2. CRS-23 3. CRS-25                                                        | in gebruik                                            |
| 8          | C209     | Cargo Dragon 2 | Cargo                                  | 3 juni 2021            | 1. CRS-22 2. CRS-24                                                                  | in gebruik                                            |
| 9          | C210     | Endurance      | Crew                                   | 30 oktober 2021        | 1. Crew-3 2. Crew-5                                                                  | in gebruik                                            |
| 10         | C211     | Cargo Dragon 3 | Cargo                                  | 26 november 2022       | 1. CRS-26                                                                            | in gebruik                                            |
| 11         | C212     | Freedom        | Crew                                   | 27 april 2022          | 1. Crew 4                                                                            | in gebruik                                            |
| 12         | C213     | -              | Crew                                   | ~2024                  | -                                                                                    | in aanbouw                                            |

## Red Dragon
Red Dragon is een inmiddels geannuleerd programma om Dragon 2's op Mars te landen.
Op 27 april 2016 kondigde SpaceX op social media aan mogelijk vanaf 2018 Red Dragons naar Mars te gaan sturen. Deze zouden op een Falcon Heavy worden gelanceerd en moeten de technologie voor al dan niet bemande Mars-landingen bewijzen.
Red Dragons zouden aangepaste Dragon 2's zijn die geen lifesupportsystemen zouden hebben. De Red Dragon moest functioneren als Marslander. Er waren ideeën om Marsrovers mee aan boord te nemen die over een aangepast toegangsluik en een rijplank de Red Dragon konden verlaten. Ook voor andere wetenschappelijke ladingen naar Mars had de Red Dragon een uitkomst kunnen zijn omdat het landen van grotere ladingen aan parachutes in de ijle atmosfeer van Mars erg moeilijk dan wel onmogelijk is. Red Dragons moesten afhankelijk van de gebruikte draagraket 2000 tot 4000 kg aan vracht naar Mars kunnen brengen.

### Annulering
Begin 2017 bleek een eerste Red Dragon in 2018 niet meer haalbaar en richtte men zich op de volgende mogelijkheid als de Aarde en Mars weer dicht bij elkaar staan, 26 maanden later in 2020. Doordat het ontworpen landingsgestel in de zomer van 2017 werd afgekeurd en geannuleerd is het onwaarschijnlijk geworden dat er nog Red Dragon-vluchten die een landingsgestel vereisen kunnen plaatsvinden. SpaceX zette daarop vol in op de ontwikkeling van Starship, een veel grotere raket-en-ruimteschip-combinatie die ook op Mars kan landen.

## Trivia
- Het idee om de ontsnappingsmotoren aan de zijkant van een capsule te plaatsen is niet volledig nieuw. In 2009 testte NASA het Max Launch Abort System (MLAS) dat enige overeenkomsten met het LAS van de Crew Dragon heeft.[42]